# 龙如林
龙如林（?—?），唐朝中期时焉耆王。
安史之乱后，河西走廊被吐蕃占领，中原和安西四镇的交通断绝。唐朝的官兵和安西四镇（焉耆、龟兹、疏勒、于阗）的国王坚守西域，抵御吐蕃。西行印度求法的释悟空（车奉朝）返回中原，贞元五年（789年），途经焉耆。当时焉耆王是龙如林，驻在焉耆的焉耆镇守使是杨日佑（唐朝官员，汉人）。焉耆后来的国王不见记载，9世纪焉耆被回鹘占领，成为高昌回鹘的一部分。
| 前任： 龙突骑施 | 焉耆国王 789年左右 | 繼任： 不详 |